# Attaque du Point triple
Guerre du Sahel
Batailles
- Point triple
- Parc national du W

L'attaque du Point triple se déroule le 8 janvier 2025 lors de la guerre du Sahel. Elle est menée par le Groupe de soutien à l'islam et aux musulmans s'empare d'une position de l'armée béninoise dans le parc national du W.

## Prélude
En décembre 2021, le Bénin subit ses premières attaques djihadistes, près de la frontière avec le Burkina Faso. En janvier 2022, les Forces armées béninoises déploient près de 3 000 soldats pour sécuriser la frontière dans le cadre de l'opération Mirador, puis recrute 5 000 hommes supplémentaires pour renforcer la sécurité dans le Nord,.

## Déroulement
Le 8 janvier, dans le parc national du W, des djihadistes attaquent une position des Forces armées béninoises au « Point triple », nom donné à la zone frontalière entre le Bénin, le Niger et le Burkina Faso. Selon RFI, la position est prise et incendiée. L'armée béninoise lance ensuite une contre-attaque depuis les airs et sur terre.
Le gouvernement et l'armée béninoises ne donnent pas de détails sur le déroulement du combat. Le 16 janvier, le général Fructueux Gbaguidi rend hommage à ses « camarades tombés sur le champ d’honneur » dans une brève déclaration à la presse.

## Pertes
Le 9 janvier, l'AFP rapporte que le bilan est de 28 morts parmi les militaires et de 40 assaillants « neutralisés », d'après une source militaire haut placée ayant requis l'anonymat. RFI rapporte cependant que le bilan est ensuite revu à la hausse et fait état, d'après une source militaire, de 34 à 35 tués à la date du 16 janvier, puis de près de 40 morts en avril.
Le 10 janvier, l'attaque est revendiquée par le Groupe de soutien à l'islam et aux musulmans qui affirme avoir tué plus de 30 militaires.